# Madtsoia
Madtsoia is een uitgestorven geslacht van slangen uit de familie Madtsoiidae. Soorten uit dit geslacht leefden van het Laat-Krijt tot in het Oligoceen in het huidige Zuid-Amerika, Australië, India en Madagaskar.

## Fossiele vondsten
Fossielen van Madtsoia zijn in verschillende delen van het voormalige supercontinent Gondwana gevonden. Vermoed wordt dat het geslacht zich rond 100 tot 90 miljoen jaar geleden verspreidde over het supercontinent, voor het losbreken van Madagaskar en Indian van het restant van Gondwana.
Madtsoia werd in 1933 benoemd door George Gaylord Simpson en de naam betekent "vallei van de koe" in de taal van de Tehuelche, verwijzend naar de fossielenlocatie van Cañadón Vaca in de Argentijnse provincie Chubut. Dit onderdeel van de Sarmiento-formatie dateert uit het Midden-Eoceen (South American Land Mammal Age Vacan) met een ouderdom van 46,9 tot 43 miljoen jaar. De fossielen uit Cañadón Vaca behoren tot M. bai. Deze soort is ook bekend uit Las Flores uit het Vroeg-Eoceen (SALMA Riochican) en uit de Upper Puesto Almendra, het deel van de Sarmiento-formatie uit het Oligoceen (SALMA Deseadan).
Robert Hoffstetter beschreef in 1961 M. madagascarensis op basis van vondsten in de Maevarano-formatie in Madagaskar uit het Laat-Krijt (Maastrichtien). In 1998 werd M. camposi uit het Braziliaanse Itaboraí-bekken beschreven en deze soort leefde in het Vroeg-Eoceen. In 2011 werd M. pisdurensis uit het Maastrichtien van India beschreven. Een fossiel uit de Murgon Fossil Site in Queensland wordt ook toegeschreven aan Madtsoia.

## Kenmerken
Wat betreft formaat is Madtsoia te vergelijken met een anaconda of netpython. M. bai was met een geschatte lengte van negen tot tien meter de langste soort. De overige soorten waren kleiner: M. camposi vijf tot zes meter, M. madagascarensis vijf tot acht meter en M. pisdurensis ongeveer vijf meter. Vermoedelijk was Madtsoia een niet-giftige wurgslang die jaagde vanuit een hinderlaag.

## Verwantschap
Madtsoia behoort binnen de Madtsoiidae tot een clade van middelgrote tot grote vormen. Mogelijk is het geslacht niet monofyletisch. Een studie uit 2024 plaatste M. pisdurensis als verwant van Vasuki indicus en Gigantophis, terwijl de overige soorten een clade vormen met de Australische geslachten Wonambi en Yurlunggur.